# 菊浦啓子
菊浦 啓子（きくうら けいこ、1984年4月23日-）は、日本のタレント・ローカルタレント。鹿児島県鹿児島市出身。和歌山大学教育学部卒業。フロム・ファーストプロダクション→クラッチ所属。

## 来歴・人物
- 関西を中心に活躍。情報番組に出演している事が多い。
- 2009年11月27日付けで「おはよう朝日です」を卒業することを発表し、東京進出することを明かした。

## 出演番組

### テレビ
- 「おはよう朝日です」レポーター
- 「メッセ弾」レギュラー

### 雑誌
- 「関西スパイガールセレクト」

他

### 広告・CM
- イオンモール伊丹テラス
- ビジョンメガネ北陸エリアＣＭ
- ワークスワン

### WEB
- 駅なか活用マガジン「駅ぴあ」

### その他
- ウィダーガール他